# Anil Joseph Thomas Couto
Anil Joseph Thomas Couto (Pomburpa, 22 settembre 1954) è un arcivescovo cattolico indiano, dal 30 novembre 2012 arcivescovo metropolita di Delhi.

## Biografia
È nato il 22 settembre 1954 a Pomburpa da Avito Piedade Jose Couto e Ernestina Isabel Lobo e Couto ed è cugino del cardinale Joseph Coutts. Ha ricevuto la sua istruzione primaria presso una scuola elementare governativa e successivamente presso la St. Elizabeth's High School a Pemburpa.

### Formazione e ministero sacerdotale
Ha compiuto gli studi ecclesiastici presso il seminario Nostra Signora di Saligao e gli studi filosofici presso il seminario patriarcale di Rachol.
Dopo essere stato ordinato sacerdote l'8 febbraio 1981, ha conseguito la laurea magistrale in teologia in ecumenismo a Vidyajyoti e ha conseguito il dottorato in teologia ecumenica presso la Pontificia Università San Tommaso d'Aquino di Roma.
Successivamente è stato rettore nominato rettore del seminario maggiore di Delhi "Pratiksha" dal 1991 al 1994 e in seguito del seminario minore arcidiocesano di Delhi "Vinay Gurkul" a Gurgaon dal 1998 al 2001.

### Ministero episcopale
Il 22 dicembre 2000 papa Giovanni Paolo II lo ha nominato vescovo ausiliare di Delhi, assegnandogli la sede titolare di Cenculiana.
Ha ricevuto l'ordinazione episcopale l'11 marzo 2001 dall'arcivescovo metropolita di Delhi Vincent Michael Concessao, co-consacranti l'arcivescovo di Agra Oswald Gracias e il vescovo di Jullundur Symphorian Thomas Keeprath.
Il 24 febbraio 2007 è stato nominato vescovo di Jullundur . Ha preso possesso della diocesi il 15 aprile successivo.
Il 30 novembre 2012 papa Benedetto XVI lo ha nominato arcivescovo metropolita di Delhi; è succeduto a Vincent Michael Concessao, dimessosi per raggiunti limiti d'età. Ha preso possesso dell'arcidiocesi il 20 gennaio 2013 e ha ricevuto il pallio durante la celebrazione tenutasi a Roma in piazza san Pietro da papa Francesco il 29 giugno.
Nel 2014 ha partecipato alla III assemblea generale straordinaria del sinodo dei vescovi, dal tema: "Le sfide pastorali sulla famiglia nel contesto dell'evangelizzazione".
Il 5 settembre 2003, il 17 settembre 2011 e il 26 settembre 2019 ha compiuto la visita ad limina.
Il 6 febbraio 2017 è stato nominato segretario generale della Conferenza dei vescovi cattolici latini dell'India; inoltre è membro della commissione per il dialogo interreligioso della Conferenza episcopale indiana.
In una lettera scritta a tutti i parroci e le istituzioni religiose dell'arcidiocesi di Delhi nel 2018, ha affermato che "un'atmosfera politica turbolenta" nel Paese rappresentava una minaccia per i principi costituzionali e il tessuto laico dell'India. Reagendo allo sviluppo, il ministro del governo Giriraj Singh ha dichiarato in un tweet: "La Chiesa riceve un ordine dall'Italia, mentre gli pseudo-laici ottengono il loro sostegno dal Pakistan. Verrà presto il giorno in cui gli indù lo capiranno e distruggeranno entrambi per salvare l'India".
Il 7 agosto 2021 ha presieduto la celebrazione di consacrazione di tutta la popolazione dell’India al Sacro Cuore di Gesù e al Cuore Immacolato di Maria, in relazione al momento nazionale di preghiera, indetto in suffragio delle vittime della pandemia di COVID-19.
Dal 6 febbraio 2024 è anche segretario generale della Conferenza dei vescovi cattolici dell'India.

## Genealogia episcopale e successione apostolica
La genealogia episcopale è:
- Cardinale Scipione Rebiba
- Cardinale Giulio Antonio Santori
- Cardinale Girolamo Bernerio, O.P.
- Arcivescovo Galeazzo Sanvitale
- Cardinale Ludovico Ludovisi
- Cardinale Luigi Caetani
- Cardinale Ulderico Carpegna
- Cardinale Paluzzo Paluzzi Altieri degli Albertoni
- Papa Benedetto XIII
- Papa Benedetto XIV
- Papa Clemente XIII
- Cardinale Enrico Benedetto Stuart
- Papa Leone XII
- Cardinale Chiarissimo Falconieri Mellini
- Cardinale Camillo Di Pietro
- Cardinale Mieczysław Halka Ledóchowski
- Cardinale Jan Maurycy Paweł Puzyna de Kosielsko
- Arcivescovo Józef Bilczewski
- Arcivescovo Bolesław Twardowski
- Arcivescovo Eugeniusz Baziak
- Papa Giovanni Paolo II
- Arcivescovo Alan Basil de Lastic
- Arcivescovo Vincent Michael Concessao
- Arcivescovo Anil Joseph Thomas Couto

La successione apostolica è:
- Vescovo Sahaya Thatheus Thomas (2025)
- Vescovo Jose Sebastian Thekkumcherikunnel (2025)